# Eucísia, Gouveia e Valverde
Eucísia, Gouveia e Valverde (oficialmente: União das Freguesias de Eucísia, Gouveia e Valverde) é uma freguesia portuguesa do município de Alfândega da Fé, com 50,82 km² de área e 266 habitantes (censo de 2021). A sua densidade populacional é 5,2 hab./km².

## História
Foi constituída em 2013, no âmbito de uma reforma administrativa nacional, pela agregação das antigas freguesias de Eucísia, Gouveia e Valverde com sede em Eucísia.

## Demografia
A população registada nos censos foi:
| Distribuição da População por Grupos Etários | Distribuição da População por Grupos Etários | Distribuição da População por Grupos Etários | Distribuição da População por Grupos Etários | Distribuição da População por Grupos Etários | Distribuição da População por Grupos Etários |
| -------------------------------------------- | -------------------------------------------- | -------------------------------------------- | -------------------------------------------- | -------------------------------------------- | -------------------------------------------- |
| Antes da agregação                           |                                              |                                              |                                              |                                              |                                              |
| Ano                                          | 0-14 anos                                    | 15-24 anos                                   | 25-64 anos                                   | >= 65 anos                                   | Total                                        |
| 2001                                         | 54                                           | 57                                           | 245                                          | 125                                          | 481                                          |
| 2011                                         | 34                                           | 32                                           | 156                                          | 135                                          | 357                                          |
| Após a agregação                             |                                              |                                              |                                              |                                              |                                              |
| Ano                                          | 0-14 anos                                    | 15-24 anos                                   | 25-64 anos                                   | >= 65 anos                                   | Total                                        |
| 2021                                         | 11                                           | 23                                           | 108                                          | 124                                          | 266                                          |

## Localidades
A união de freguesias é composta por 5 aldeias:
- Cabreira
- Eucísia
- Gouveia
- Santa Justa
- Valverde